# جاك فيلنوف
جاك فيلنوف مواليد 9 أبريل 1971 في سان جان سور ريشليو، كيبك، كندا، هو سائق فورملا 1 كندي بدأ مسيرته الاحترافية سنة 2007. حائز على بطولة العالم للفورملا 1. كان أول سباق له هو جائزة أستراليا الكبرى 1996. خاض خلال مسيرته 165 سباقاً فاز في 11 منها.

## سباقات شارك فيها
- لو مان 24 ساعة
- البطولة الأمريكية لسباق السيارات
- بطولة فورمولا 3 الإيطالية
- بطولة فورمولا 3 اليابانية

## بطولات حققها
- بطولة العالم للفورمولا 1

## روابط خارجية
- جاك فيلنوف على موقع IMDb (الإنجليزية)
- جاك فيلنوف على موقع الموسوعة البريطانية (الإنجليزية)
- جاك فيلنوف على موقع ميوزك برينز (الإنجليزية)
- جاك فيلنوف على موقع إن إن دي بي (الإنجليزية)
- جاك فيلنوف على موقع قاعدة بيانات الفيلم (الإنجليزية)
- جاك فيلنوف على موقع Racing-Reference.info (الإنجليزية)
- جاك فيلنوف على موقع DriverDB.com (الإنجليزية)
- جاك فيلنوف على موقع أوليمبيديا (الإنجليزية)
- جاك فيلنوف على موقع قاعة كيبيك للمشاهير الرياضية (الفرنسية)